# إيلين ويليس
إيلين ويليس (بالإنجليزية: Ellen Willis)‏ هي صحفية أمريكية، ولدت في 14 ديسمبر 1941 في نيويورك في الولايات المتحدة، وتوفيت في 9 نوفمبر 2006 في كوينز في الولايات المتحدة بسبب سرطان الرئة.